# Bag End

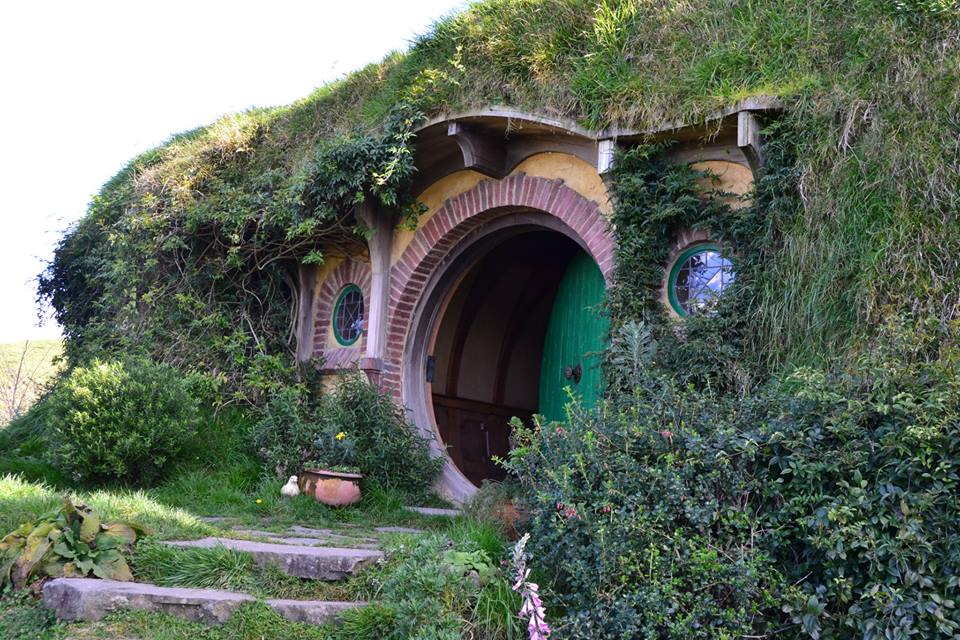
Elementy scenografii Bag End z ekranizacji Władcy Pierścieni i Hobbita

Bag End – budowla ze stworzonej przez J.R.R. Tolkiena mitologii Śródziemia, znana jako dom Bilba i Froda Bagginsów. Występuje w trylogiach filmowych Władcy Pierścieni i Hobbita.
Były to przestronne, bogato urządzone smajale należące do rodziny Bagginsów. Zbudowane ok. 2880 roku Trzeciej Ery przez Bunga, ojca Bilba, wewnątrz wzgórza zwanego Pagórkiem, na końcu ulicy Bagshot Row w Hobbitonie.
W czasie, kiedy dzieje się akcja książki Hobbit, czyli tam i z powrotem, w Bag End mieszkał Bilbo Baggins; na początku Władcy Pierścieni przekazał je swojemu bratankowi Frodo Bagginsowi w roku 3001 Trzeciej Ery, który następnie sprzedał je rodzinie Sackville-Bagginsów, przed wyruszeniem na misję zniszczenia Jedynego Pierścienia.
Stamtąd Lotho Sackville-Baggins sprawował władzę w Shire, a Saruman zamieszkał tam, kiedy przybył do Shire’u. Po powstaniu hobbitów i zabiciu Sarumana Lobelia Sackvile-Baggins oddała Bag End Frodowi. Po odpłynięciu Froda przejął smajale Samwise Gamgee i jego potomkowie.
Po wyprawie Bilba do Samotnej Góry wśród hobbitów rozniosła się plotka, jakoby w Bag End znajdowały się ukryte tunele wypełnione złotem.